# کلیولند (مینیاپولیس)
کلیولند (به انگلیسی: Cleveland) یک منطقهٔ مسکونی در ایالات متحده آمریکا است که در مینیاپولیس واقع شده‌است. کلیولند ۳٬۰۲۵ نفر جمعیت دارد.